# Thomas Becket

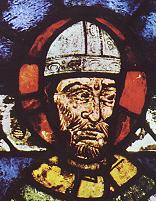
Thomas Becket – Fenster der Kathedrale in Canterbury

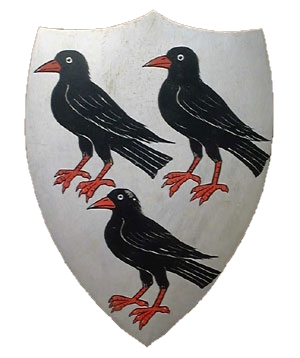
Wappen von Thomas Becket (Blasonierung: In Silber drei rot bewehrte Alpenkrähen zwei zu eins)

Thomas Becket OblOSB (* 21. Dezember 1118 in Cheapside, London; † 29. Dezember 1170 in Canterbury), auch bekannt als Thomas von Canterbury, lateinisch Thomas Cantuariensis, war Lordkanzler des Königreichs England, Benediktineroblate und von 1162 bis 1170 Erzbischof von Canterbury. Becket war als Lordkanzler eng mit König Heinrich II. befreundet und auch für die Erziehung von dessen Kindern verantwortlich, unter ihnen war auch der spätere König Richard Löwenherz. Als Erzbischof legte er alle seine weltlichen Ämter nieder und geriet in einen langandauernden Streit mit dem Königshaus um die Machtverteilung zwischen Kirche und Monarchie, der mit seiner Ermordung endete.
Nur drei Jahre nach seinem Tod wurde Becket auf Betreiben von Papst Alexander III. heiliggesprochen.
Beckets Leben und seine Ermordung aus politischen Motiven hatten vielfältige Folgen, sie beeinflussten Politik und Kultur in England.

## Leben
Eine wichtige zeitgenössische Quelle über das Leben Beckets ist die 1174 vollendete Versdichtung La Vie de Saint Thomas Le Martyr von Guernes de Pont-Sainte-Maxence. Eine weitere französische Lebensbeschreibung verfasste zwischen 1183 und 1189 ein Mönch namens Benoît de Saint-Alban. Außerdem existieren Texte von lateinisch schreibenden Historikern.

### Anfänge
Thomas Becket war normannischer Abstammung, sein Vater war ein in London ansässiger Kaufmann. Für die gelegentlich aufgestellte Behauptung, seine Mutter sei eine Sarazenin gewesen, gibt es keine wissenschaftlichen Anhaltspunkte. Mönche brachten ihm Lesen und Schreiben bei, er studierte in Paris.
Nach der Rückkehr von seiner Studienreise trat er 1141 in die Dienste des Erzbischofs Theobald von Canterbury. Dieser ermutigte ihn zu weiteren Studien in Auxerre und an der Universität Bologna. Thomas Becket belegte dort Zivilrecht und Kirchenrecht.

### Lordkanzler und Erzbischof
1154 ernannte ihn der Erzbischof von Canterbury zum Archidiakon. Ein Jahr später wurde er, wohl auf die Empfehlung Theobalds hin, engster Berater und Lordkanzler von König Heinrich II. Die Beziehung zwischen dem Monarchen und dem Lordkanzler wurde von sehr vielen Zeitgenossen als außergewöhnlich und freundschaftlich angesehen. Vielfach sagten Zeitgenossen, dass beide ein Herz und einen Verstand teilen würden.
1161 verstarb der bisherige Erzbischof Theobald von Canterbury. Am 2. Juni 1162 empfing Thomas Becket die Priesterweihe und schon einen Tag später die Bischofsweihe. Als neuer Erzbischof von Canterbury war Thomas Becket nun Primas von England. Sein Freund König Heinrich II. hielt diese Entwicklung für einen taktisch guten Zug. Doch bereits vorher hatten Thomas und Heinrich II. unterschiedliche Meinungen in Bezug auf die Kirche und deren Rechte gehabt. So hatte Thomas dem König gegenüber einmal offen ausgesprochen, dass er, wäre er Erzbischof von Canterbury, sich gezwungen sähe, sich ihm zu widersetzen.
Bis Ende 1162 hatte sich Thomas allen Pomps entledigt, mit dem er sich als Lordkanzler umgeben hatte. Am 10. August 1162 empfing Thomas Becket von Gesandten das von Papst Alexander III. in Rom verliehene Pallium, ein Amtsabzeichen für die Metropoliten der Kirche. Er legte daraufhin gegen den Willen des Königs das Amt des Lordkanzlers nieder und kümmerte sich nur noch um seine neue Aufgabe als Erzbischof.
Eine sehr große Meinungsverschiedenheit zwischen dem König und dem Erzbischof entfachte sich an dem Thema der gerichtlichen Zuständigkeit für straffällig gewordene Kleriker. Sowohl der König als auch der Erzbischof waren sich einig, dass hier hart durchgegriffen werden musste. Aber beide wurden sich nie einig, welche Gerichte dafür zuständig wären. Für Thomas war diese Auseinandersetzung eine Frage des Prinzips. Ein Kleriker konnte in seinen Augen nur kirchenrechtlich zur Verantwortung gezogen werden. Die Auseinandersetzung mit dem König wurde deswegen immer intensiver. So kam es bereits 1163 auf dem Hoftag in Westminster zum offenen Streit zwischen ihm und dem König. Die Unterzeichnung der Constitutions of Clarendon wollte Becket zunächst unbedingt verhindern und versicherte sich der Unterstützung der englischen Bischöfe. Als es zur Konfrontation mit Heinrich II. kam, war es aber Becket selber, der nachgab und zustimmte. Kurz darauf widerrief Becket seine Zustimmung ohne Rücksprache mit den anderen englischen Bischöfen. Diese wankelmütige Haltung hat ihm Gilbert Foliot, Bischof von London und gewiss kein Freund Beckets, dann in einem bitteren Brief vorgehalten.
Vom königlichen Hofgericht wurde Becket daraufhin als Verräter und Meineidiger verurteilt. In der Nacht des 13. Oktober 1164 floh Thomas Becket nach Frankreich, wo er von König Ludwig VII. herzlich empfangen wurde. Danach hielt er sich in Sens auf. Becket reichte bei Papst Alexander III. ein Gesuch zum Rücktritt von seinen Kirchenämtern ein, das dieser jedoch ablehnte. Auf Anraten des Papstes begab er sich dann ins Zisterzienserkloster nach Pontigny. Da ihm aber der König immer offener drohte und er die Ordensbrüder nicht gefährden wollte, kehrte er nach Sens zurück.
Die Verhandlungen zwischen dem König auf der einen und dem Papst sowie dem Erzbischof Thomas auf der anderen Seite zogen sich über viele Jahre hin, ohne dass irgendwelche Fortschritte im Streit um die Gerichtsbarkeit über den Klerus erreicht wurden. Im Dezember 1170 kehrte Becket wieder nach Canterbury zurück, wo er von der Bevölkerung begeistert empfangen wurde.

### Ermordung in Canterbury

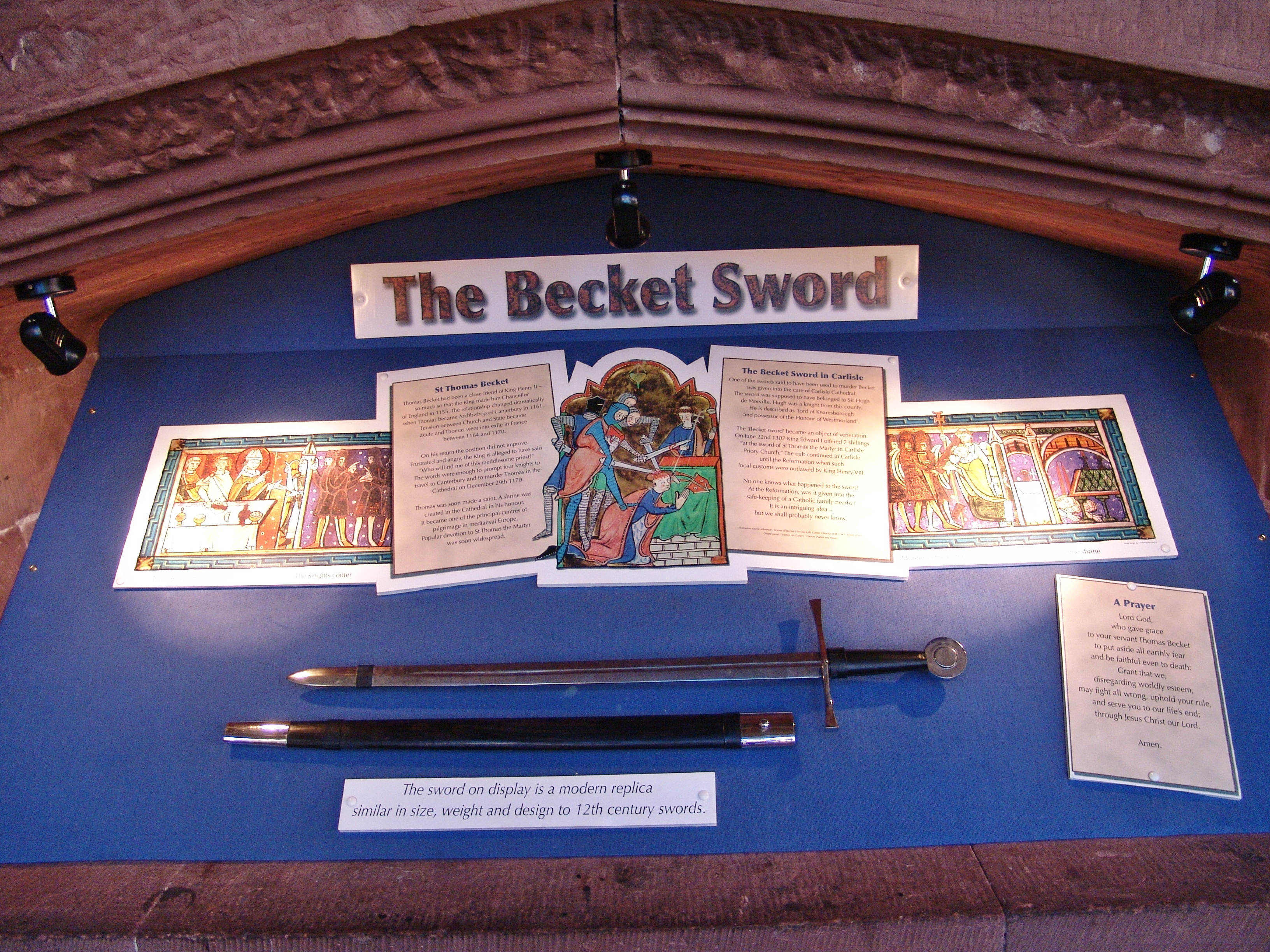
The Becket Sword Replik in Carlisle Cathedral

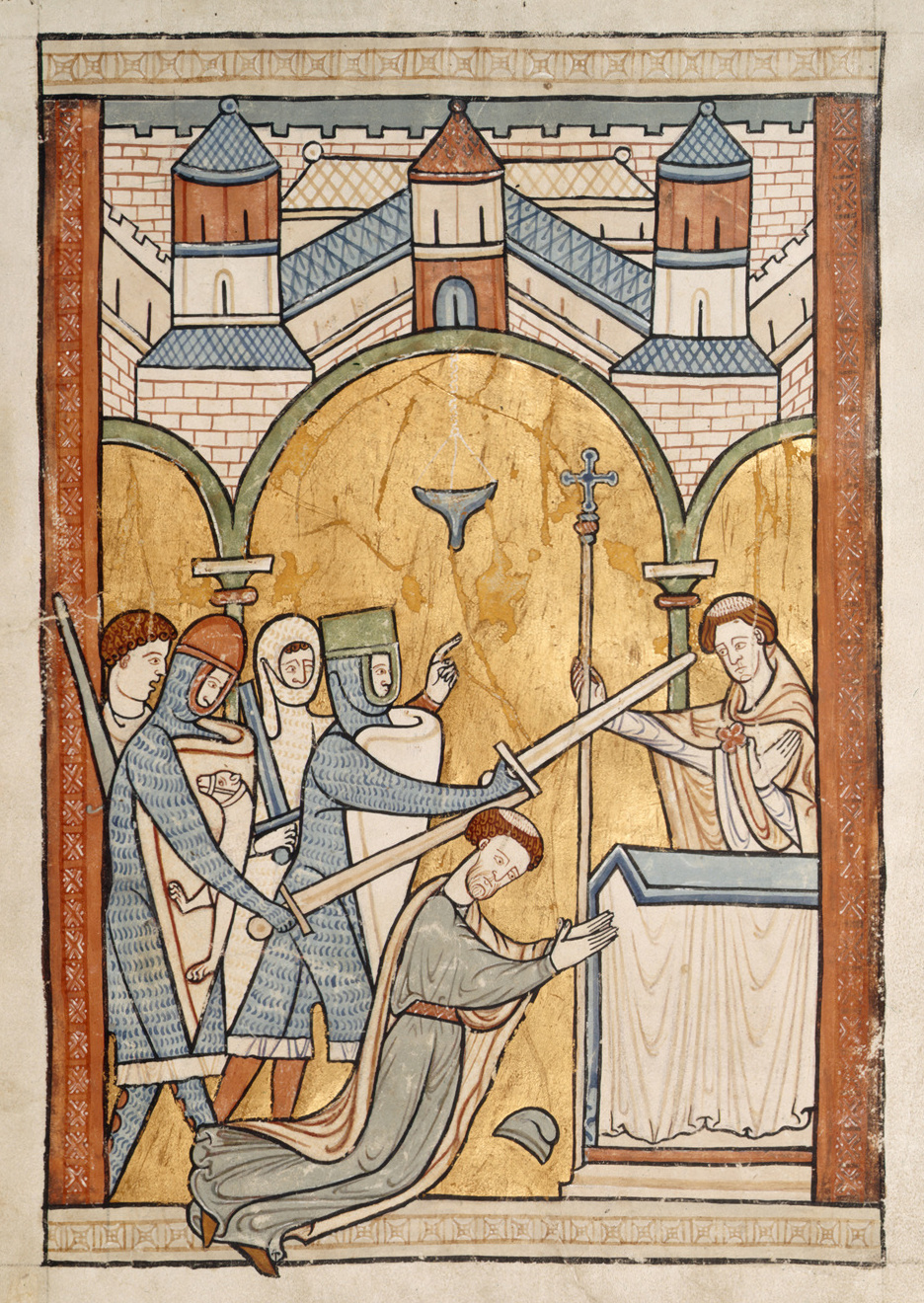
Martyrium Thomas Beckets in einer Darstellung aus dem 13. Jahrhundert

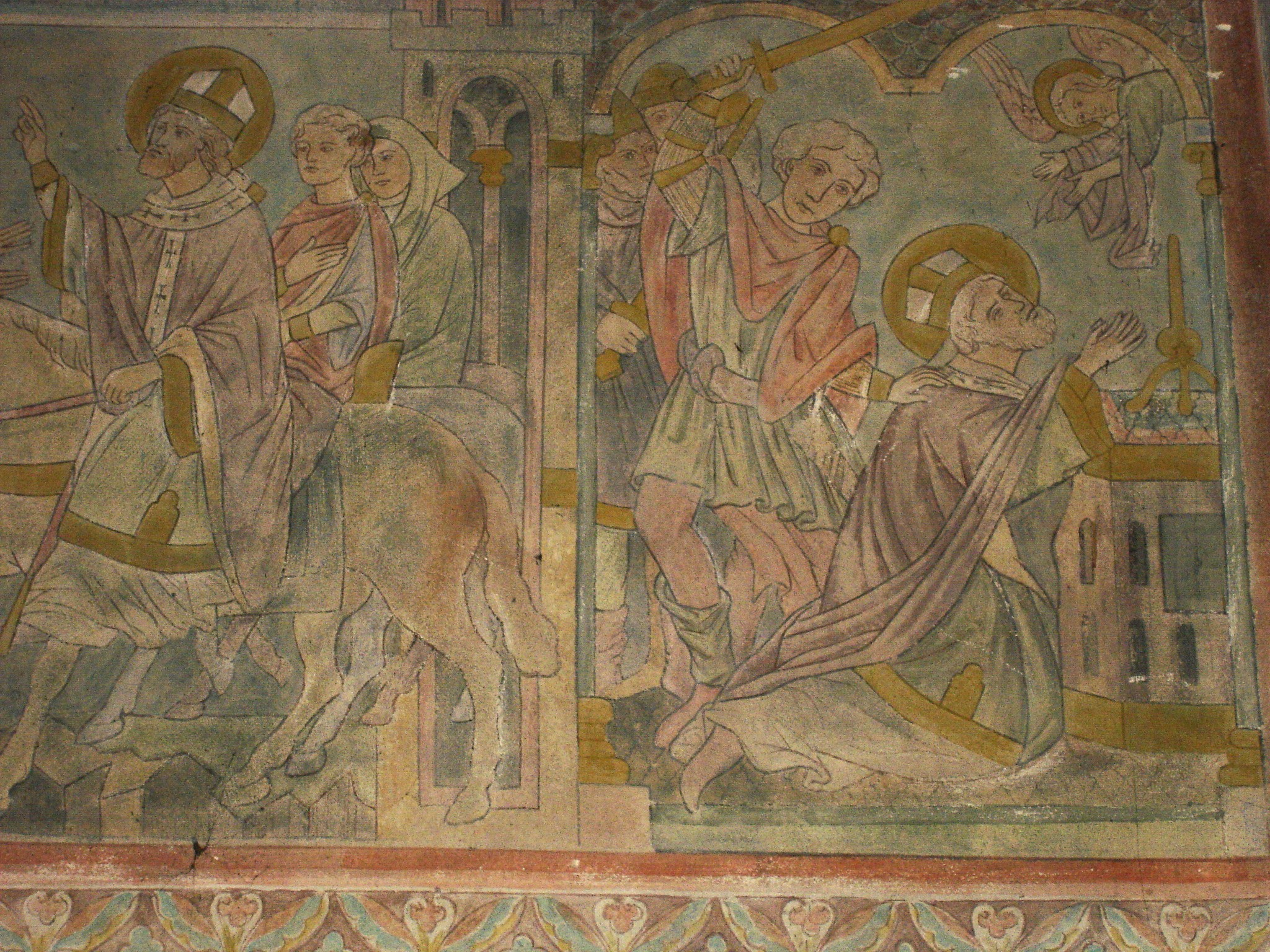
Martyrium Thomas Beckets im Braunschweiger Dom, Seccomalerei um 1250

Doch bald wurde offenkundig, dass er politisch nicht mehr erwünscht war. Der Thronfolger und Mitkönig Heinrich der Jüngere, sein einstiger Zögling, verweigerte ihm ein Zusammentreffen und schränkte Beckets Reisefreiheit ein. Auch dass Thomas ihm edle Pferde schenkte, konnte ihn nicht milde stimmen. Der Erzbischof hatte noch dazu vor seiner Überfahrt für ein neues Ärgernis gesorgt, indem er die an der Krönung des Thronfolgers beteiligten Bischöfe exkommunizierte, weil sie das traditionelle Vorrecht des Erzbischofs von Canterbury, die englischen Könige zu krönen, missachtet hätten. Als Heinrich II. davon erfuhr, bekam er einen Wutanfall. In seiner Erregung ließ er sich zu Sätzen gegen Becket hinreißen, die von vier der anwesenden Ritter – Reginald Fitzurse, Hugh de Moreville, William de Tracy und Richard Brito – als königlicher Mordauftrag interpretiert wurden. Am 29. Dezember 1170, einem Dienstag, trafen die in Canterbury ein und teilten Becket mit, er solle sich nach Winchester begeben, um Rechenschaft über seine Taten abzulegen, was Becket ablehnte. Die vier Diener des Königs holten daraufhin ihre Schwerter, drangen in die Kathedrale von Canterbury ein und töteten Becket am Altar, indem sie ihm die Schädeldecke abschlugen.
Nach dem Bericht des Augenzeugen Edward Grim versuchten die mit gezogenen Schwertern eingedrungenen Ritter zunächst, Becket aus der Kathedrale zu bringen, entweder um ihn direkt außerhalb des Gotteshauses zu ermorden oder als Gefangenen wegzuschaffen. Sie wurden von Beckets tadelnden Worten jedoch so sehr in Wut versetzt, dass sie ihn sofort umbrachten. Reginald Fitzurse war der Erste, der mit seinem Schwert den Kopf Beckets traf, dann schlugen William de Tracy und Richard Brito mit gezielten Schlägen zu. Der mit heiligem Öl gesalbte, tonsurierte Schädel, der Becket als Kleriker auswies und ein klar erkennbares Zeichen seiner Standeszugehörigkeit war, wurde zerstört. Symbolisches Ziel des Angriffs waren damit auch die Privilegien wie die rechtliche Immunität des Klerus, die einst den jahrelangen Streit ausgelöst hatten. Ein Kleriker aus der Umgebung des Königs, der die Ritter begleitet hatte, verteilte das Gehirn des Ermordeten anschließend mit dem Fuß auf dem Kirchenboden, um sicherzustellen, dass Becket tot war.

## Nachwirkungen

### Heiligsprechung
Nur wenige Jahre nach seinem gewaltsamen Tod wurde Thomas Becket am 21. Februar 1173 durch Alexander III. heiliggesprochen. Dies dürfte insbesondere auf die Intervention Herzogin Mathildes, der Ehefrau Heinrichs des Löwen, bei Papst Alexander III. zurückzuführen sein. Mathilde war eine Tochter Heinrichs II. und hat Thomas Becket mit Sicherheit persönlich gekannt. Die Intervention folgte einer in der gesamten angevinischen Königsfamilie der Plantagenets vollzogenen Kehrtwendung in deren Verhältnis zu Becket. Seit Heinrich II. bei seinem Bußgang nach Canterbury 1174 Thomas Becket als seinen persönlichen Schutzpatron pries, wurde die Verehrung des Heiligen allenthalben etabliert und mit Bildern propagiert. In Rom wurde er bei der heute nur noch San Tommaso di Canterbury genannten Kirche des englischen Kollegs spätestens ab 1373 als zweiter Kirchenpatron geführt.
Die vier Ritter, die Becket ermordet hatten, begaben sich nach Rom, um dort um Vergebung zu bitten, und wurden vom Papst ins Heilige Land geschickt, um dort als Kreuzritter Buße zu tun.

### Gedenktage
- römisch-katholisch: 29. Dezember[5] (nicht gebotener Gedenktag im römischen Generalkalender)
- anglikanisch: 29. Dezember oder 7. Juli[6]
- evangelisch: 29. Dezember im Evangelischen Namenkalender[7]
- armenisch: 29. Dezember und 5. Mai

### Reliquien

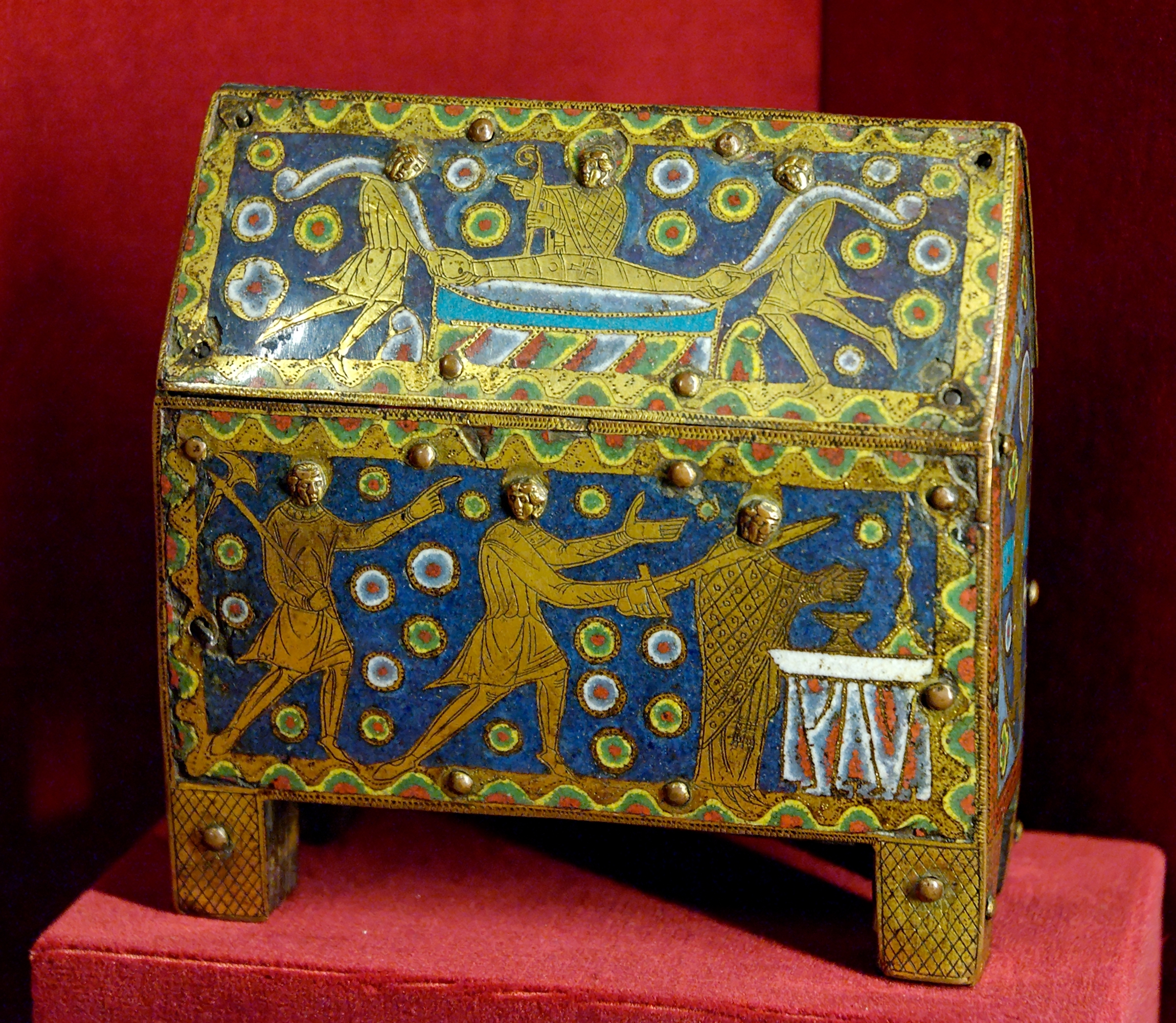
Reliquienschrein des Heiligen, Limoges, Ende des 12. Jahrhunderts/Anfang des 13. Jahrhunderts. Musée national du Moyen Âge, Paris

Im Braunschweiger Dom sind Reliquien des Märtyrers im Haupt einer crux nigra (wörtlich „schwarzes Kreuz“), vermutlich des Imervard-Kreuzes, in einem aus dem Jahr 1312 stammenden Inventarverzeichnis dort geborgener Reliquienschätze nachgewiesen. Wann genau die Becket-Reliquien nach Braunschweig kamen, ist unbekannt; jedoch geht man davon aus, dass diese bald nach der Kanonisation Beckets, spätestens aber nach dem Bußgang Heinrichs II. im September 1174 zusammen mit älteren Reliquien, mit denen sie gemeinsam verwahrt wurden, den Weg in die Stadt Heinrichs des Löwen fanden. Auf dem sogenannten Krönungsbild im Evangeliar Heinrichs des Löwen, das vermutlich um 1188 entstand, ist Thomas Becket unter den dem Braunschweiger Dom und dem Herzogspaar besonders wichtigen Heiligen zu sehen, und zwar direkt über Vater und Großmutter Herzogin Mathildes, Heinrich II. und Kaiserin Mathilde. Bei der Weihe des Braunschweiger Domes am 29. Dezember 1226, dem Gedenktag Thomas Beckets, wurde dieser dritter Schutzpatron des Doms. Neben dem Heiligen Blasius und Johannes dem Täufer ist Becket dann auch auf dem Stiftssiegel zu sehen. Seinem Leben wurde bei der spätromanischen Ausmalung in Chor und Querhaus des Domes um 1240–1250 eine Szenenfolge an der Südwand gewidmet.
Es gilt als sicher, dass am 7. Juli 1220 bei der Translation seiner Gebeine in den Schrein der Trinity Chapel der Kathedrale von Canterbury Reliquien entnommen wurden, um diese an hochgestellte Persönlichkeiten zu übergeben. Im Jahr 1538 ließ König Heinrich VIII. den kostbaren Schrein zerstören. Auch soll er angeordnet haben, den Leichnam Beckets zu verbrennen. Im Jahr 1888 fand man unter der Kathedrale jedoch ein Skelett, von dem angenommen wurde, dass es sich um die sterblichen Überreste Thomas Beckets handle. Der Fund löste eine langjährige Diskussion über die Echtheit des Skeletts aus. 1949 fand eine erneute Exhumierung durch Alexander Cave, der als Professor am St Bartholomew’s Hospital tätig war, statt. Nach einer zweijährigen Untersuchung kam er zu dem Schluss, dass das Skelett nicht Becket gehören könne.
Das Grab des Heiligen ist bis heute einer der bedeutendsten und größten Wallfahrtsorte Großbritanniens. Auch andernorts werden heute vermeintliche oder echte Reliquien Beckets aufbewahrt, so beispielsweise in einem Reliquiar vom Anfang des 12. Jahrhunderts, das sich im Musée national du Moyen Âge in Paris befindet.
Die Canterbury Tales von Geoffrey Chaucer schildern eine spätmittelalterliche Pilgerreise zu Beckets Grab.

## Künstlerische Verarbeitungen
Künstlerische Verarbeitungen von Beckets Leben sind:
- die Novelle Der Heilige von Conrad Ferdinand Meyer
- die Theaterstücke Mord im Dom von T. S. Eliot
- König Kurzrock (engl.: Curtmantle) von Christopher Fry und
- Becket oder die Ehre Gottes von Jean Anouilh, 1964 von Peter Glenville als Becket mit Richard Burton und Peter O’Toole verfilmt. Im Stück ist Becket allerdings entgegen den historischen Tatsachen Sachse und damit Teil des von den Normannen besiegten Volkes.
- die Oper Assassinio nella cattedrale von Ildebrando Pizzetti nach dem Stück von T. S. Eliot
- Beckets langdauernder Streit mit dem Königshaus und Ermordung spielt auch eine Rolle im letzten Teil von Ken Folletts Roman Die Säulen der Erde.
- Der historische Roman Time and Chance von Sharon Penman behandelt den Disput zwischen Heinrich II und Thomas Becket sehr ausführlich.
- Aus der Feder des bekannten Filmmusikkomponisten John Williams stammt ein Musical mit dem Titel Thomas and the King.
- Die britische Heavy-Metal-Band Diamond Head widmete Becket den Titelsong ihres 1983 veröffentlichten Albums Canterbury.
- Becket spielt eine Rolle als junger Diplomat in Rebecca Gablés historischem Roman Hiobs Brüder
- Der schottische Schriftsteller Walter Scott versah in seinem berühmten Historienroman Ivanhoe mehrere negativ charakterisierte Personen mit Namen, welche erkennbar den Namen einiger Mörder Thomas Beckets entlehnt sind: Reginald Front-de-Boeuf und Waldemar Fitzurse (für Reginald Fitzurse) sowie Maurice de Bracy (für William de Tracy).[9]

## Ehrungen und Patrozinium

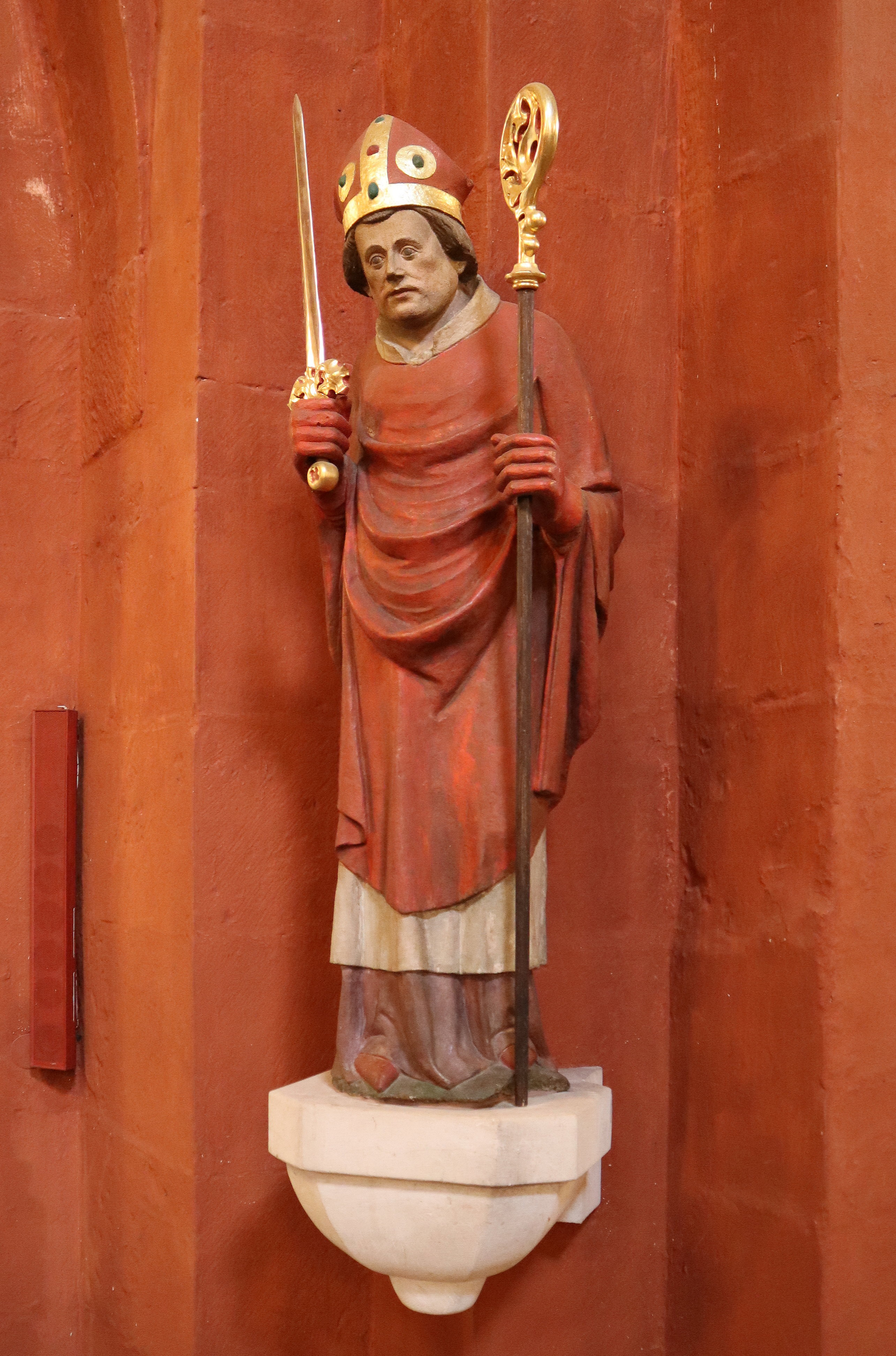
Statue (1370–1380) von Thomas Becket im Zisterzienserinnenkloster St. Thomas an der Kyll

Thomas Becket sind auf deutschsprachigem Gebiet der Thomasturm in der schweizerischen Stadt Basel, das Kloster Sankt Thomas an der Kyll und die Gemeinde Sankt Thomas (Eifel) gewidmet.
Kirchen
Deutschland
- Braunschweig: Braunschweiger Dom St. Blasii, St. Johannes Baptist und St. Thomas Becket, Niedersachsen
- Hamburg: St. Thomas Becket (anglikanisch)
- Krumbach (Schwaben): St. Thomas von Canterbury (Edenhausen) (römisch-katholisch), Bayern
- Merseburg: Neumarktkirche St. Thomae Cantuariensis, Sachsen-Anhalt
- Niederzier: St. Thomas von Canterbury (Ellen) (frühere Kloster- und Wallfahrtskirche), Nordrhein-Westfalen
- Sankt Thomas (Eifel): Kloster St. Thomas an der Kyll, Rheinland-Pfalz
- Schönebeck (Elbe): St. Thomas (Pretzien), Sachsen-Anhalt
- Tribsees: St.-Thomas-Kirche, Mecklenburg-Vorpommern

England
- Kathedrale von Northampton
- Kathedrale von Portsmouth (anglikanisch)
- Das Londoner Krankenhaus St Thomas’ Hospital ist auch nach Thomas Becket benannt.

Frankreich
- Saint-Thomas Becket (Bénodet)

Italien
- San Tommaso di Canterbury, Rom

Norwegen
- Sankt-Thomas-Kirche (Filefjell)

Österreich
- Weizer Taborkirche (eigentlich St. Thomaskirche)
- Pfarrkirche Althofen in Kärnten
- Filialkirche Wim, Bad Wimsbach-Neydharting in Oberösterreich

Polen
- Tomicki-Kapelle, Krakau